# Schloss Schönau (Niederösterreich)

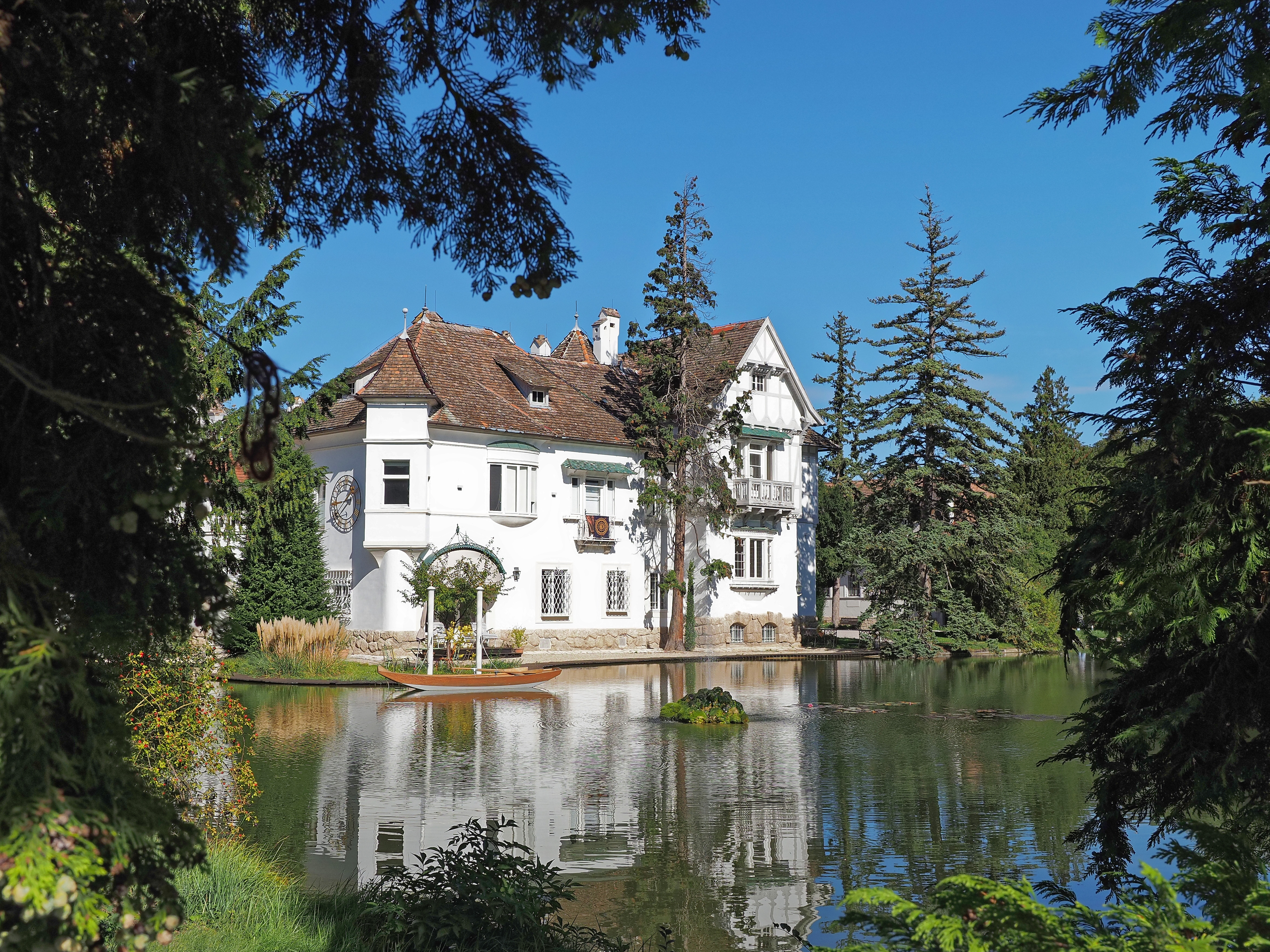
Schloss Schönau (2019)

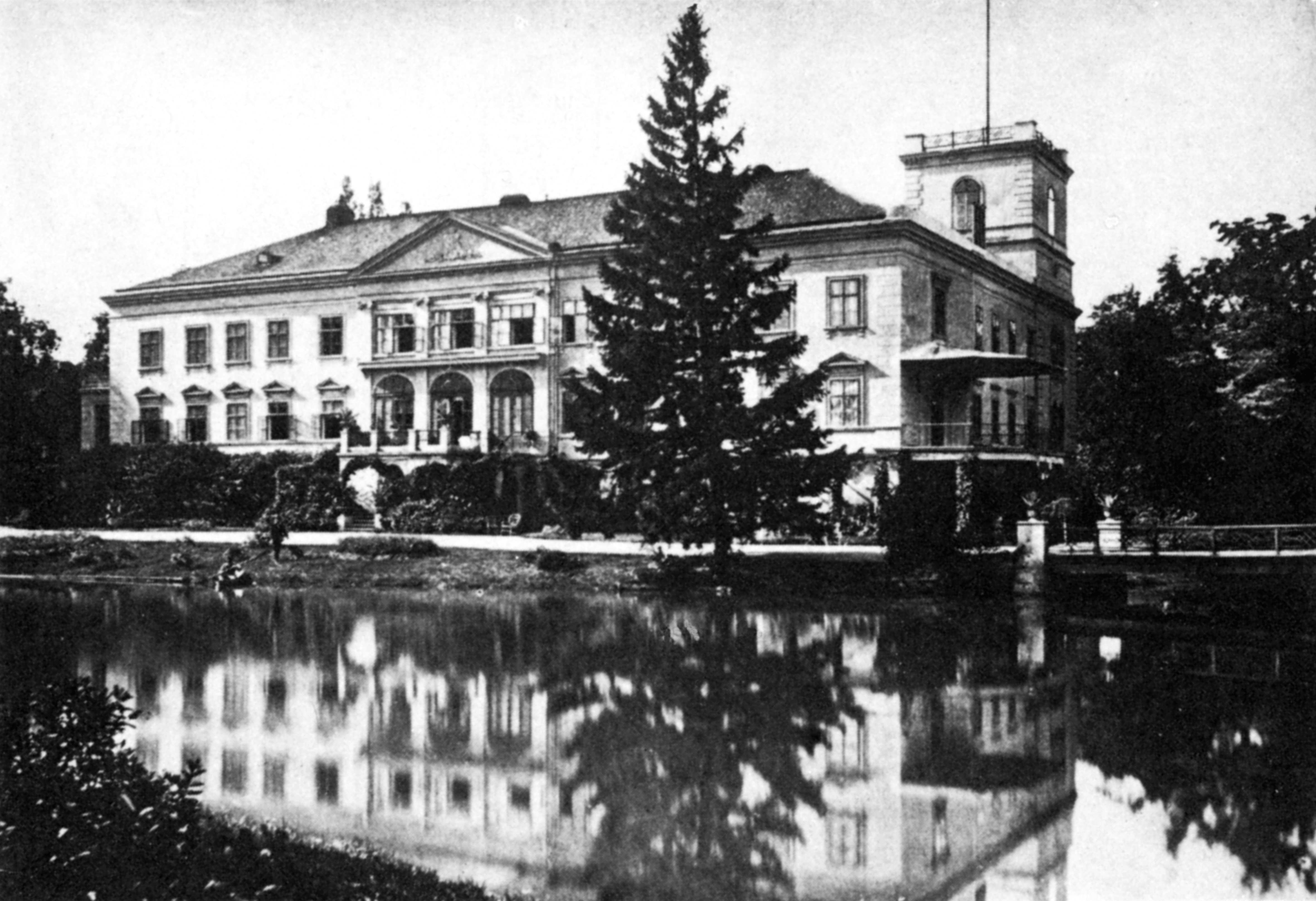
Schloss Schönau an der Triesting, Äußeres bis 1895

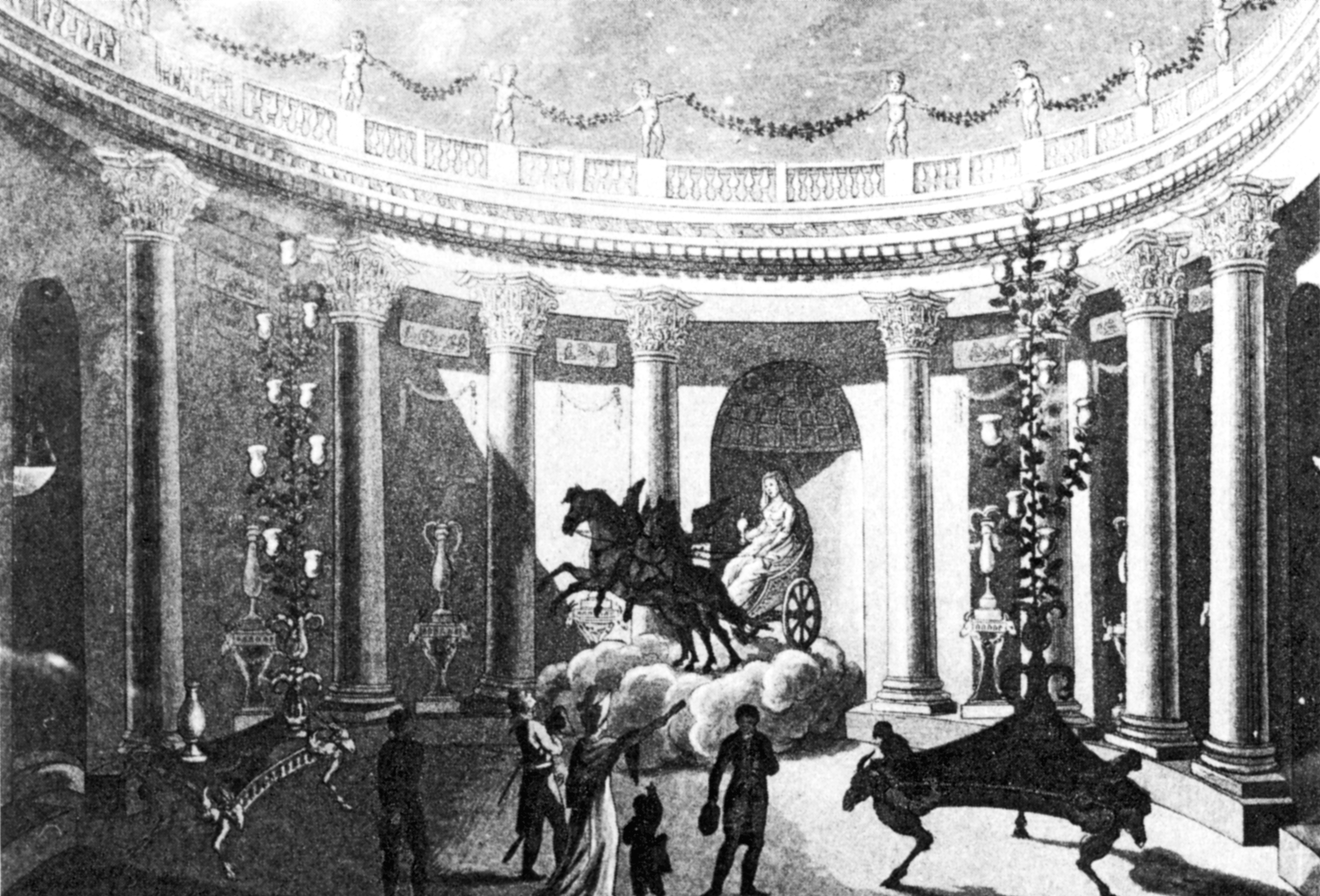
Schönau an der Triesting, Schlosspark, Tempel der Nacht, Innenansicht (vor 1861).

Das Schloss Schönau liegt in der Gemeinde Schönau an der Triesting im Industrieviertel Niederösterreichs.

## Geschichte
Das ursprüngliche Schloss wurde im 11. Jahrhundert als Festung zum Schutz der neuangesiedelten Bayern errichtet. Bei der Zweiten Türkenbelagerung im Jahr 1683 wurde das Wasserschloss der umliegenden Bevölkerung zum Schutz zugewiesen. Vom ursprünglichen Bau steht allerdings nichts mehr. Mauerreste an der Außenseite des Obstgartens dürften noch aus dieser Zeit stammen.
Auf dem Grund wurde das heutige Schloss Schönau in den Jahren nach 1796 errichtet. Es wurde von Baron Peter von Braun, der zu dieser Zeit als einer der reichsten Männer Österreichs galt, erbaut. Im Schloss wurde die erste Gasbeleuchtung Österreichs eingebaut. Um das Schloss wurde im Park auch ein unterirdisches Grottensystem um den Tempel der Nacht (Reste stehen unter Denkmalschutz) sowie ein Märchenpark (nicht erhalten) angelegt. Ersterer war Brauns Zeichen seiner Mitgliedschaft in einer Freimaurerloge zu Wien, zweiterer Ausdruck des noch teils dem Rokoko verhafteten, teils romantisierenden Parkkonzepts. Der Tempel der Nacht steht in enger Beziehung zur Zauberflöte. Aus dieser Zeit stammen auch noch die danebenliegende Felsbrücke (denkmalgeschützt) und das Löwentor am Osteingang zum Anwesen (Denkmalschutz in Günselsdorf).
Das Anwesen wechselte aber im Laufe der Zeit einige Male den Eigentümer. So war es auch im Besitz von Johann von Liechtenstein, Napoleons Bruder Jérôme Bonaparte, Kaiser Franz Joseph I. oder von Erzherzog Otto von Österreich, der es in neo-spätgotischen Formen um- und neubauen ließ. Für die nachfolgende Eigentümerin Elisabeth Marie von Österreich, die rote Erzherzogin, wurden weitere Umgestaltungen vorgenommen.

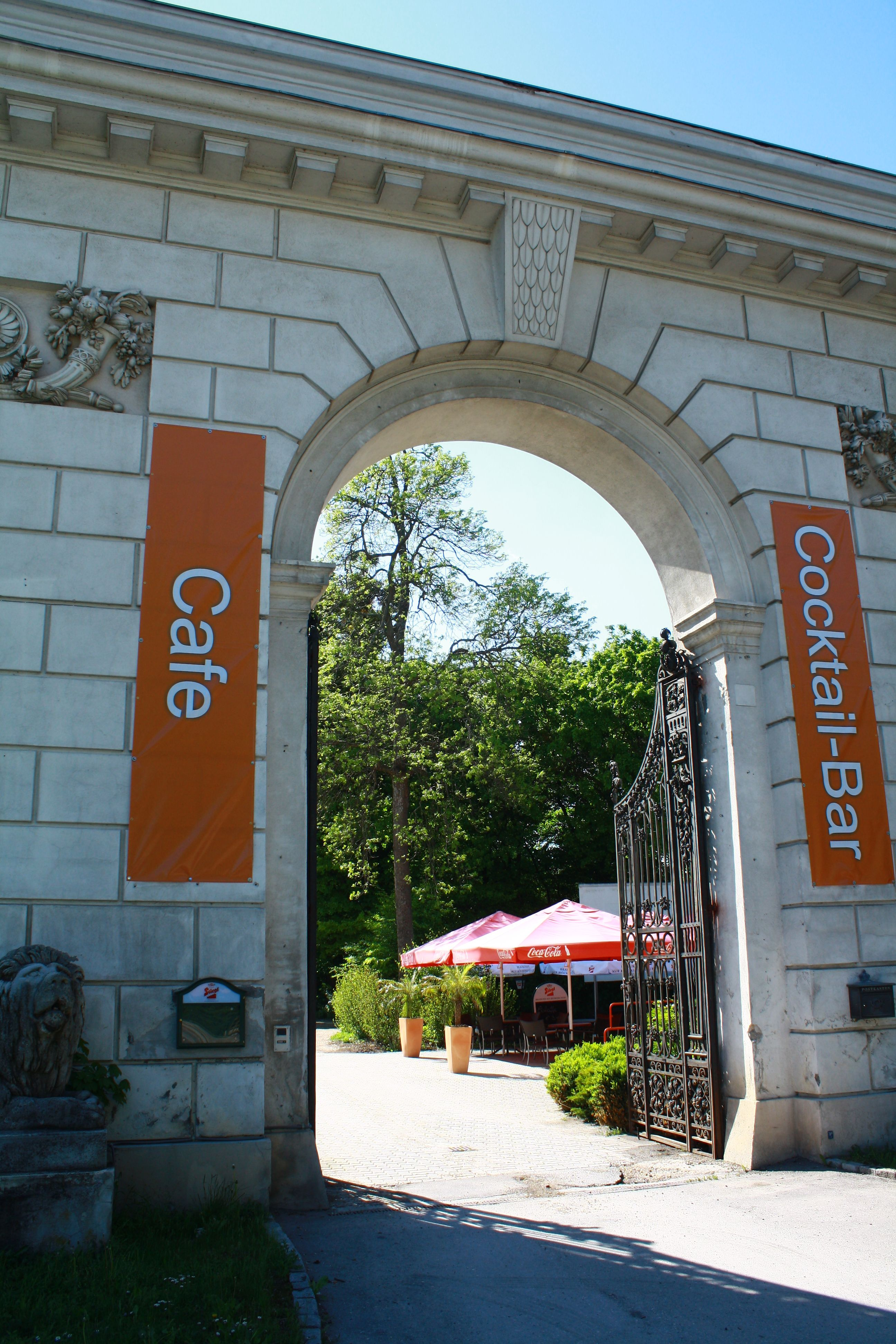
Das Löwentor – der Eingang von der Wiener Neustädter Straße (B 17), Marktgemeinde Günselsdorf

Während des Zweiten Weltkrieges waren Dienststellen der deutschen Wehrmacht im Schloss untergebracht, weswegen es nach dem Krieg unter sowjetischer USIA-Verwaltung stand. 1951 kam das Schloss, bis 1953 von Soldaten der Roten Armee belegt, in das Eigentum von Alexandrine Baronin Happack geb. Gräfin Demblin.
1961 verpachtete Happack das Anwesen an den Holländer W. C. Holwerff. Dieser überließ es den Bundesbehörden in den Jahren 1965–1973 zur Nutzung als Emigrantenlager für nach Israel auswandernde sowjetische Juden. Vor seiner aus der Geiselnahme von Marchegg resultierenden Schließung waren unter der Betreuung der Jewish Agency während der Bestandszeit rund 70.000 Emigranten durch das Lager gegangen.
Bis zu seiner Übersiedelung nach Wiener Neustadt war zwischen 1978 und 1992 das Gendarmerieeinsatzkommando, heute Einsatzkommando Cobra, auf der Liegenschaft untergebracht.
Der Park gehört zu den bedeutenderen gartenarchitektonischen Denkmalen Österreichs und steht unter Denkmalschutz (Nr. 21 im Anhang zu § 1 Abs. 12 DMSG und in der Denkmalliste) und ist auch als Naturdenkmal gewidmet (NDM BN-118, 1987). Die alten Bäume werden geschützt und der Landschaftsgarten wird naturnahe belassen.
Das gesamte Schlossanwesen steht im Besitz der Sequoia Privatstiftung.
Auf dem Schlossgebiet stehen im historischen Jagdhaus restaurierte Gästeappartements. Zudem wurden Führungen durch die Überreste des Tempels der Nacht angeboten.
Der Park wurde vom Dorferneuerungsverein Erde Nakula gemietet, „damit er für die Öffentlichkeit zugänglich bleibt“.
Nach Mietrechtsstreitigkeiten mit dem Verwalter Michael Kremsner stieg der Verein Nakula aus dem Pachtvertrag aus. Der Park ist jetzt nicht mehr für die Öffentlichkeit, sondern nur für die Hausgäste im Jagdhaus zugänglich (Stand 2015). Am Günselsdorf-seitigen Eingang ist ein kleiner Bereich des Parks um ein Kaffeehaus (Café Löwentor) aber zu betreten.
Im Kastell, dem ursprünglichen Standort des Wasserschlosses, befindet sich der Waldorfkindergarten und am Areal des Paradehofes ist seit 25 Jahren die Residenz der Rudolf Steiner Landschule.